# Louis Cheikho
Louis Cheikho (dont le nom de famille est Théodore Rizqallah), né le 5 février 1859 à Mardin (Turquie) et mort le 7 décembre 1927 à Beyrouth (Liban), est un prêtre jésuite libanais de rite chaldéen, théologien, écrivain et orientaliste arabisant de renom. Il est à l’origine de l’étude scientifique des textes arabes paléochrétiens. 

## Biographie
Dernier des neuf fils d'une ancienne famille chaldéenne catholique, il accompagne à huit ans sa mère dans un pèlerinage à Jérusalem. Passant par Beyrouth pour rendre visite à son frère ainé Stanislas qu’il ne connaissait pas encore et qui, jésuite, se trouvait au collège-séminaire inter-rituel de Ghazir. Il voulut y rester comme élève. 
Lui-même entre quelques années plus tard au noviciat des jésuites en France, à Lons-le-Saulnier (2 novembre 1874). Il y adopte le nom de « Louis », souhaitant faire de saint Louis de Gonzague son modèle de vie. Il fait sa théologie à Mold en Angleterre, une année d'étude à Lainz près de Vienne en Autriche et une à Paris. A cette occasion il fréquente les bibliothèques, rencontre les orientalistes européens et collationne les manuscrits qui l'intéresse. À la fin des premières années de formation, il retourne en Orient (1877), à Beyrouth où il sera professeur de littérature arabe, traducteur, bibliothécaire.
La Première Guerre mondiale est pour lui une grande épreuve. Il a pu croire que son œuvre disparaissait. L'Université Saint-Joseph est fermée et il craint pour sa bibliothèque orientale. Des démarches faites à Constantinople, auprès des ambassadeurs d’Allemagne, d’Autriche-Hongrie et des États-Unis lui obtiennent des garanties. Et à Beyrouth même il obtient le soutien d’un membre influent du parti des Jeunes-Turcs, homme de grande culture qui souhaite le voir s’atteler à l’écriture d’une histoire de la ville de Beyrouth, ce que le jésuite accepte à condition de pouvoir travailler librement dans sa bibliothèque: ainsi veille-t-il également sur elle !
Devant le conseil de guerre de Djemal Pacha, alors qu’on délibère son cas, il continue sa lecture de vieux documents arabes. Cela irrite un fonctionnaire qui lui reproche son attitude : « Laisse-le tranquille, rétorque un autre, c’est le sultan de la langue arabe ».
En 1918, lorsqu’est formée à Damas une académie de langue et littérature arabe, Louis Cheikho en est l'un des premiers membres élus. Infatigable, il fait encore un voyage en Égypte en 1927. Il en revient cependant malade et meurt peu après son retour à Beyrouth, le 7 décembre 1927.

### Collection Majâni-al-Adab
Cheikho publie en 1882 le premier volume de la collection Majâni-al-Adab : Les Fleurs de la littérature arabe, qui est la première anthologie de littérature arabe adaptée à l’enseignement. Les morceaux sont intelligemment choisis, et le livre devient rapidement un manuel scolaire apprécié. Quatre autres volumes d’accompagnement du manuel scolaire suivent. Destinés aux enseignants, ils sont une véritable petite encyclopédie de littérature arabe. Par la suite de nombreuses écoles, même à La Mecque, adoptent le manuel. Fréquemment réédité et souvent imité, ce manuel change radicalement l’enseignement de la littérature arabe dans les écoles du Proche-Orient.

### Création de la revue Al-Machriq
Cheikho est le fondateur, directeur et rédacteur principal de la revue semestrielle Al-Machriq fondée en 1898. Des 25 000 pages de la collection complète les trois-cinquièmes sont dus à sa plume ! Rompu à la controverse, ses articles ont un ton souvent apologétique. Ses travaux ne cessent de célébrer le rôle des chrétiens dans la littérature et la culture arabes, notamment au moment de la naissance de l'Islam.

### Création de la Bibliothèque orientale
Cheikho est le fondateur de la Bibliothèque orientale de Beyrouth : d'une douzaine d'étagères qu’elle comptait à son arrivée, la bibliothèque s’enrichit et contient, à sa mort, plus de 30 000 volumes et 3 000 manuscrits. Il découvre et publie un grand nombre de manuscrits inconnus, particulièrement de la période préislamique, et quelques œuvres de première importance, telle l’Histoire de Beyrouth’ de Sâlih ibn Yahya.

### Orientalisme chrétien arabe
Il révèle par ailleurs aux orientalistes européens la nouvelle littérature arabe des XIXe et début du XXe siècle (le mouvement Al Nahda), renaissance arabe animée en grande partie par des auteurs chrétiens du Liban peu connus des orientalistes d’Europe. 
Tout en étant le directeur de la Bibliothèque (de 1903 à 1915), le père Cheikho dirige également la faculté orientale de l’Université Saint-Joseph, fondée à son initiative (1902). Tout cela lui demande un travail considérable ; mais il s’adonne également volontiers à la prédication et à l’apostolat du confessionnal, jusqu’au jour où une surdité grandissante rend cet exercice difficile.

## Œuvres
- Les poètes arabes chrétiens. Poètes antéislamiques. Qouss, évêque de Najran, dans Études religieuses..., 1888, p. 592-611.
- Le Christianisme et la littérature chrétienne en Arabie avant l'Islam, (3 vol.), Beyrouth, 1913, 1919 Recension dans la base Persée, 1923.
- La Nation maronite et la Compagnie de Jésus aux XVIe et XVIIe siècles, Beyrouth, 1923. (Traduction française par Y. Moubarac, Beyrouth, 1984).
- (en arabe) Les vizirs et secrétaires arabes chrétiens en Islam (622-1517), (texte établi et annoté par Camille Hechaïmé), Beyrouth, 1987.
- Les Saints particulièrement honorés des Libanais, Beyrouth, 1914 (trad. française par Y. Moubarac)
- (en arabe) Les savants arabes chrétiens en Islam (622-1300), (Ed par C. Héchaïmé), Jounieh, 1983.

## Pour approfondir